# Kroon (hoofddeksel)

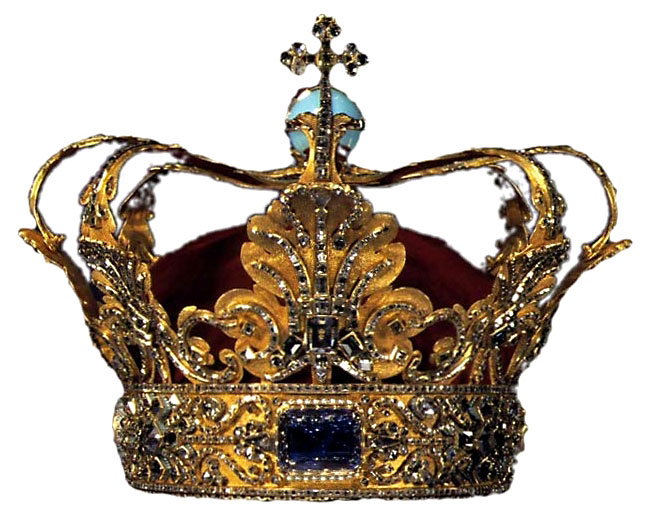
Kroon Christiaan V van Denemarken

Een kroon is een ceremonieel hoofddeksel dat door een vorst wordt gedragen. Het hoort daarmee tot de regalia, of in het dagelijks spraakgebruik, tot de kroonjuwelen. Soorten kronen zijn:
- gravenkroon
- markiezenkroon
- koningskroon
- keizerskroon
- tiara
- heiligenkroon, een konings- of keizerskroon gedragen door heiligenbeelden, in het bijzonder beelden van Maria

De kroon is een teken van de macht. Er zijn ook andere hoofddeksels die deze macht of waardigheid weergeven, zoals de mijter van een bisschop.
In sprookjes wordt een vorst vaak met een kroon afgebeeld. Dit is geen realiteit. Een kroon wordt alleen bij de kroning en soms bij bijzondere gelegenheden gedragen.
Veel kronen bestaan zelfs niet werkelijk. Edellieden hebben vaak het recht een kroon boven het wapenschild af te beelden, met een voorgeschreven aantal parels, edelstenen en fleurons, maar de werkelijke kroon bestaat niet.

## Ontstaansgeschiedenis
In de oudheid droegen veel vorsten een kroon. In het Oude Egypte droeg de Farao een kroon die een combinatie was van de kronen van Opper- en Neder-Egypte. De Perzische vorsten werden met reusachtige kronen afgebeeld. Zo groot dat zij aan de muur achter de koning werden bevestigd en de koning er zijn hoofd onder stak. Een dergelijke kroon is vergelijkbaar met een baldakijn. De Griekse vorsten droegen een diadeem.
De Romeinen verleenden kronen als eretekens en onderscheidingen aan de soldaten die als eerste een vijandelijke muur beklommen of een schip enterden.
De Europese kronen zijn alle geïnspireerd op de diademen uit de oudheid. Omdat ook hertogen zo'n diadeem droegen, versierden veel koningen hun kronen met beugels en bloemen. Boven op de kroon werden vaak een wereldbol en een kruis aangebracht. De fluwelen muts die binnen in een beugelkroon te zien is, is een zelfstandig symbool van macht en autoriteit. Koningen droegen deze muts ook los van hun kroon. In Engeland wordt de muts bij officiële gelegenheden nog steeds als de 'cap of maintenance' voor de monarch aangedragen.
Op de oudste kronen, zoals die van Sint-Stephanus, vallen ook de afhangende kettingen met medailles en gouden balletjes op. Bij Oost-Europese kronen zoals de Rudolfinische Keizerskroon en de Kroon van Servië ziet men ook afhangende linten, de infulae die het oude verband tussen kroon en mijter levend houden.
In de middeleeuwen droegen vorsten willekeurige, voor hen vervaardigde kronen. Wanneer er geldgebrek was werd de kroon weer omgesmolten om munten te vervaardigen. Toen de heraldiek in de late middeleeuwen ontstond, kregen monarchieën ook behoefte aan een herkenbare heraldische kroon, die op munten, zegels en overal waar de koninklijke macht moest worden verbeeld, dienst kon doen.
De kronen die door koningen met een bijzondere faam, zoals Sint-Stefanus, waren gedragen, werden vanwege hun prestige nog generaties lang gedragen door hun opvolgers. Voorbeelden van dergelijke kronen zijn de Hongaarse kroon van Sint-Stefanus, de verloren gegane kroon van de Engelse Sint-Eduard en de in 1792 in Frankrijk vernielde kroon van Karel de Grote. Deze moet niet worden verwisseld met de uit de 10e of 11e eeuw afkomstige keizerskroon van het Heilige Roomse Rijk der Duitse Natie, die ook kroon van Karel de Grote wordt genoemd en bewaard is gebleven.
De koningskroon was te zien op het hoofd van een monarch of koning, maar ook boven wapenschilden van middeleeuwse koninkrijken. Een koningskroon bestaat meestal uit een (geel)gouden diadeem dat versierd was met opstaande figuren, kruisen, symbolen enzovoort. Om rang aan te tonen werd er één en later meer beugels bevestigd aan de opstaande figuren. Aan de top vinden we meestal een rijksappel, een symbool dat de koning wereldwijd, christelijk heerser was. Er zijn kronen bekend die van dit model afwijken. De kroon van Roemenië was van staal en de IJzeren Kroon van Italië is een diadeem.
Andere kronen werden vaak ter gelegenheid van de kroning vervaardigd, met gehuurde of her en der gevonden edelstenen versierd en later weer gesloopt. De meeste hedendaagse kronen zijn daarom van vrij recente datum.

## Afbeeldingen

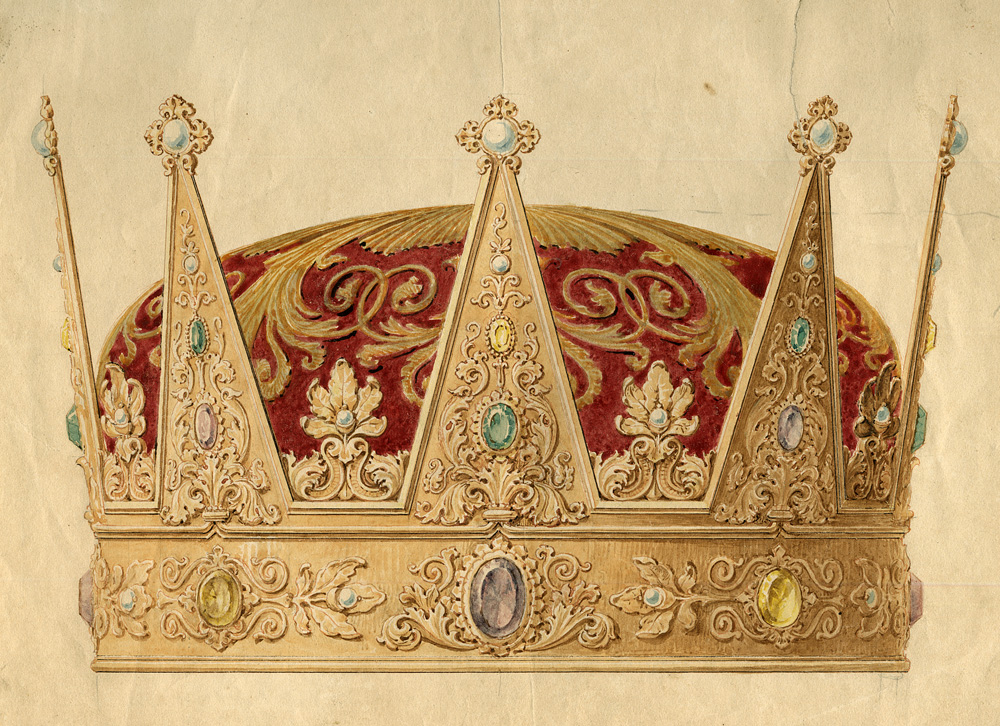
Kroon voor de kroonprins in Noorwegen, 1846
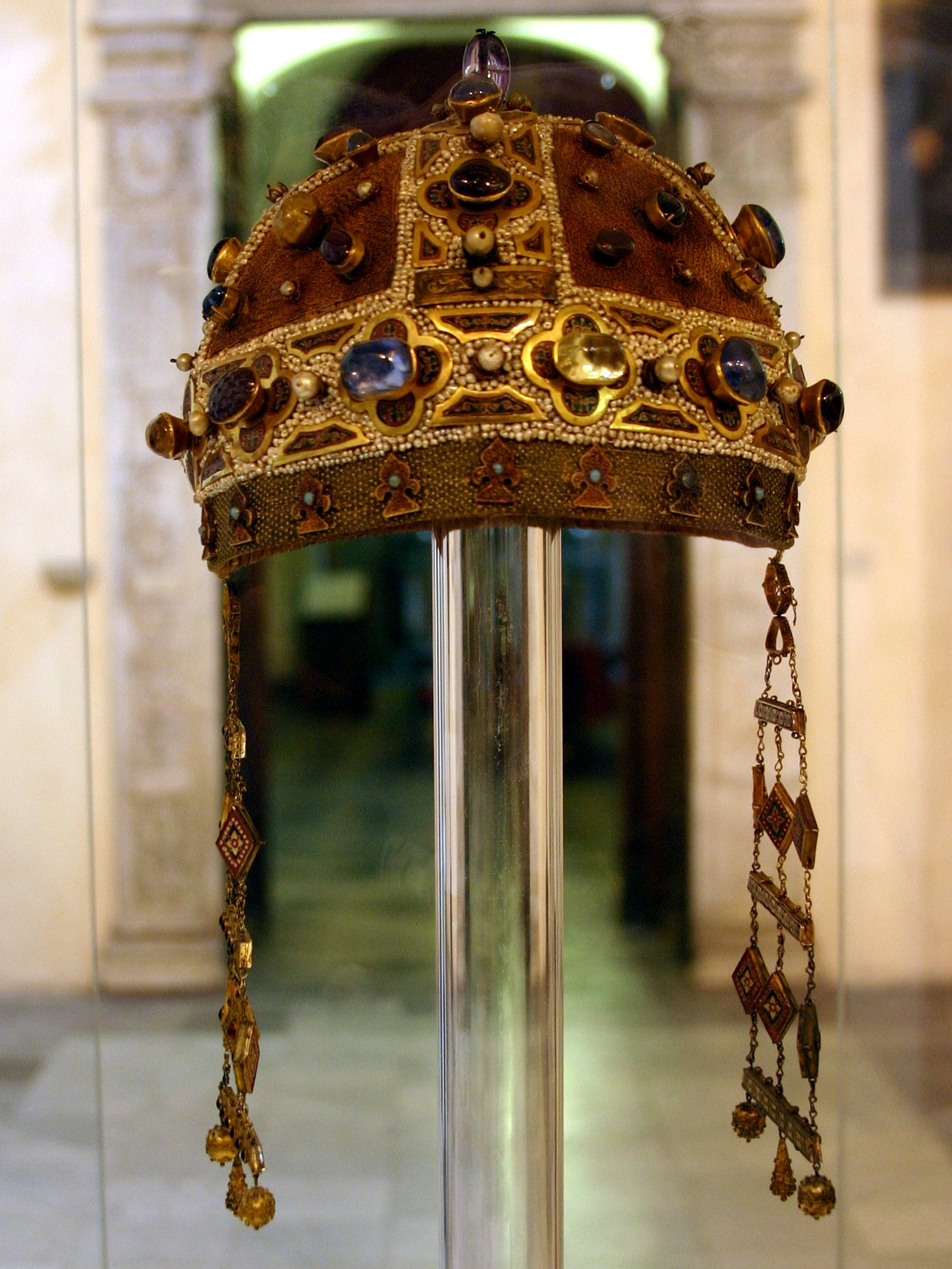
Gevonden in het graf van Costanza d'Aragona, kathedraal van Palermo
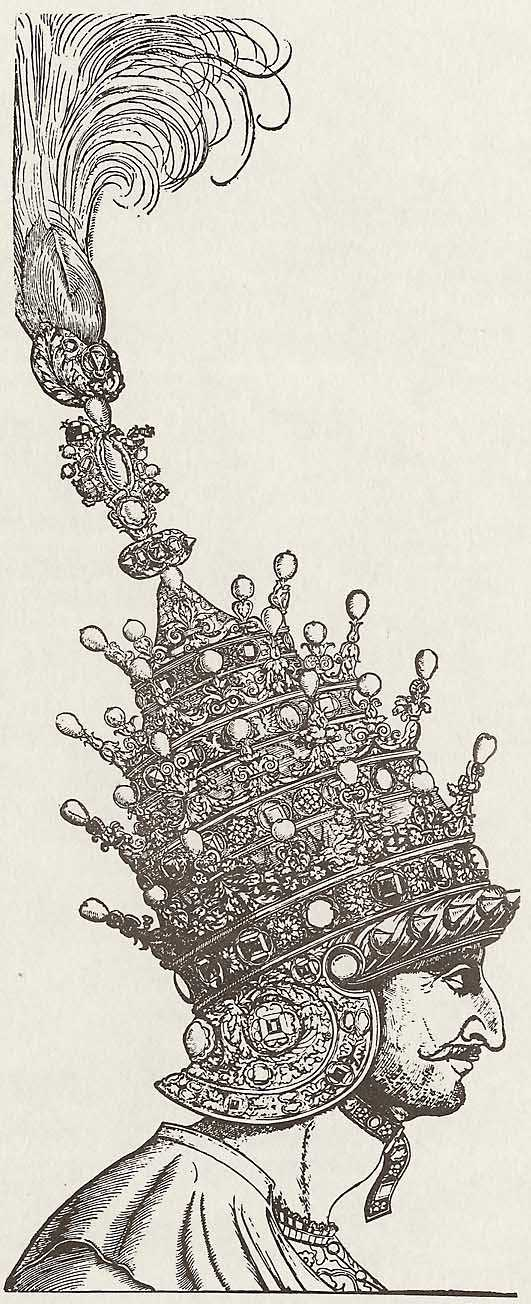
Suleyman I
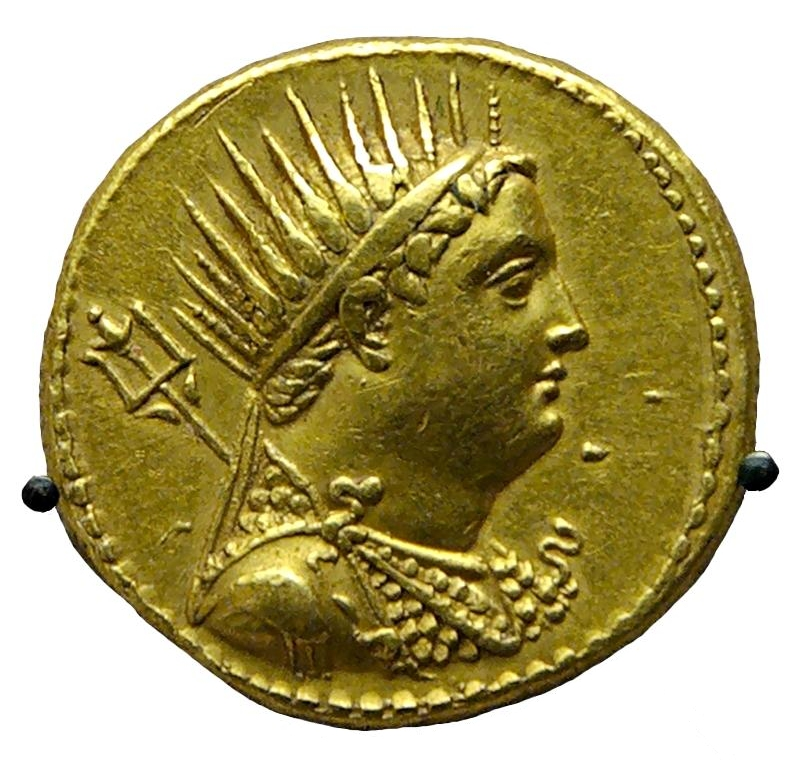
Munt van Ptolemaeus III van Egypte met diadeem
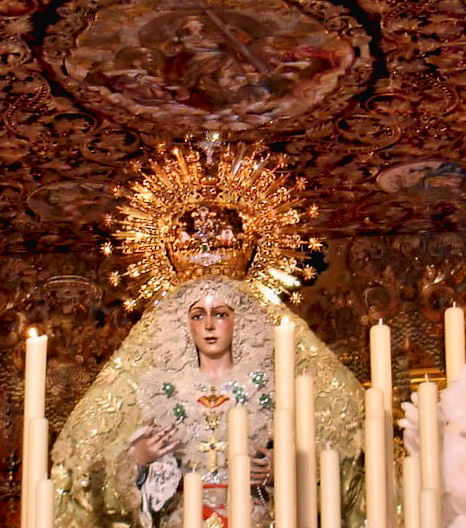
Maria de la Macarena